# 오브젝티브 버마
오브젝티브 버마(Objective, Burma!)는 미국에서 제작된 라울 월쉬 감독의 1945년 영화이다. 에롤 플린 등이 주연으로 출연하였고 제리 워드 등이 제작에 참여하였다.

## 출연

### 주연
- 에롤 플린
- 제임스 브라운

### 조연
- 윌리엄 프린스
- 조지 토비아스
- 헨리 헐
- 워너 앤더슨
- 존 앨빈

## 제작진
- 미술: 테드 스미스